# Zarentum Russland
Zarentum Russland oder Zarenreich Russland (russisch Русское царство, transkribiert Russkoje zarstwo) war die offizielle Bezeichnung des russischen Staates zwischen 1547, als sich Iwan IV. zum Zaren krönen ließ, und 1721, als Peter I. den lateinischen Titel des Imperators (Kaisers) annahm und sein Land in Russisches Kaiserreich (russisch Российская империя) umbenannte. Dennoch wurde bis zur Februarrevolution 1917 innerhalb Russlands umgangssprachlich vom Zar als Herrscher gesprochen.

## Bezeichnung
Die Bezeichnung Zarentum Russland basiert auf dem Herrschertitel. Parallel existiert die Bezeichnung Russisches Reich, die die gesamte Periode zwischen dem Entstehen eines zentralisierten russischen Staates unter Iwan III. am Ende des 15. Jahrhunderts und dem Ende der russischen Monarchie 1917 umfasst.
Im westeuropäischen Sprachgebrauch hieß Russland bis zur Epoche Peters des Großen häufig Moskowien. In der Geschichtswissenschaft findet für diese Periode auch der Terminus Moskauer Reich häufige Verwendung. Neben diesen beiden Bezeichnungen aus dem Bereich der politischen Geografie finden sich vereinzelt in älteren Quellen auch Reußen oder Ruthenien als Bezeichnungen für Russland, die sich auf die Rus als ethnisch-kulturellen Raum beziehen.
Entsprechend dem offiziellen Titel des Zaren Zar und Großfürst der ganzen Rus (Царь и Великий князь всея Руси) kann der Name auch als „Zarentum Rus“ übersetzt werden (das Adjektiv русское leitet sich ursprünglich von Русь her). Der Titel spiegelte das Selbstverständnis der Moskauer Herrscher wider, der freie Teil der Rus zu sein, der Ansprüche auf die polnisch-litauisch besetzten Teile der Rus stellte.

## Kultur

### Byzantinisches Erbe
Als sich der Moskauer Großfürst Iwan der Schreckliche 1547 zum Zaren der ganzen Rus krönen ließ, verstärkte sich die bereits unter Iwan III. ausgearbeitete Konzeption von Moskau als Drittem Rom, dem einzig verbliebenen „Hort des rechtgläubigen (orthodoxen) Christentums“. Byzantinische Rituale, Herrschaftsformen und Staatssymbole wie der Doppeladler fanden Einzug ins russische Leben. Das Krönungsritual Iwan des Schrecklichen, damals 17 Jahre alt, entsprach dem Krönungsritual byzantinischer Kaiser. Das gleichzeitige Moskauer Selbstverständnis als der freie Teil der Rus, der eine Mission zu ihrer gänzlichen Befreiung von der Fremdherrschaft hatte, verursachte Spannungen und Kriege mit Polen und Litauen bzw. mit der späteren polnisch-litauischen Realunion.

### Kontakte mit Europa
In Europa blieb Russland ein kaum bekanntes Land und die spärlichen Informationen, die vorhanden waren, kamen überwiegend aus polnisch-litauischen Händen. Die Situation änderte sich etwas, als Baron Siegmund von Herberstein im Jahr 1549 sein Werk Rerum Moscoviticarum Commentarii veröffentlichte. Dies lieferte eine umfangreiche Beschreibung des ehemals von Europäern kaum besuchten und kaum beschriebenen Staates. In den 1630er Jahren wurde das Zarentum von Adam Olearius bereist. Seine detailreichen und sachkundigen Notizen wurden in alle bedeutenden Sprachen Europas übersetzt. Weitere Information über Russland kam über englische und niederländische Kaufleute. Einer von ihnen war Richard Chancellor, der 1553 zum Weißen Meer segelte und von dort aus über Land nach Moskau reiste. Nach seiner Rückkehr nach England gründete er mit Sir Hugh Willoughby und einigen Londoner Kaufleuten die Muscovy Company. Iwan der Schreckliche ließ über die Kaufleute Briefe mit der englischen Königin Elisabeth I. austauschen.

## Geschichte

### Regierungszeit Iwans des Schrecklichen

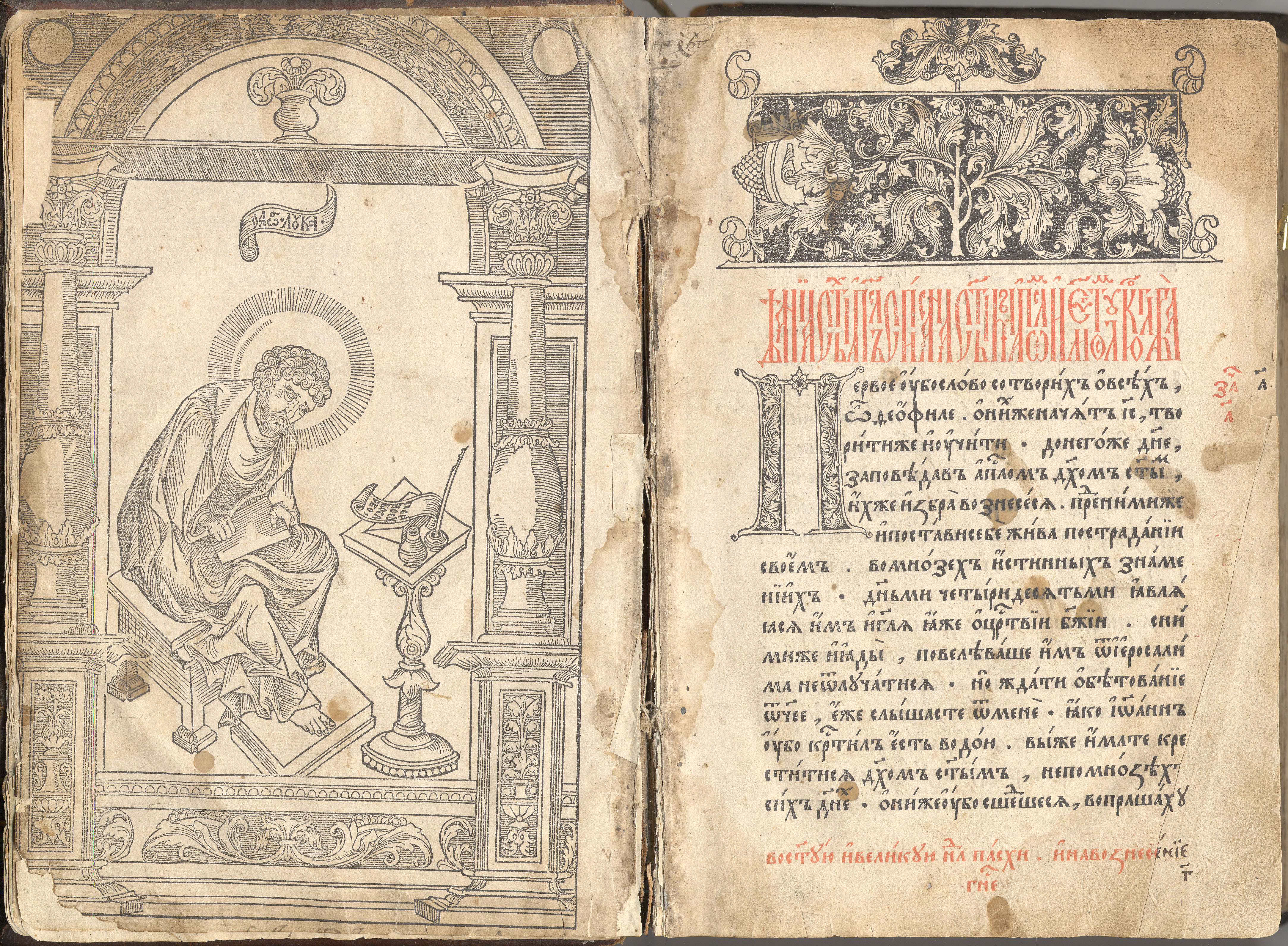
Das erste in Moskau gedruckte Buch: Der Apostel (1563) von Iwan Fjodorow und Pjotr Mstislawez

Mit der Unterstützung von Bojaren führte Iwan IV. (der Schreckliche) in der Anfangsphase seiner Herrschaftszeit eine Reihe von nützlichen Reformen durch. In den 1550er Jahren wurde ein neuer Gesetzeskodex geschaffen, der die administrative und militärische Ordnung neu regelte. Diese Reform zielte auf die Stärkung des russischen Staates vor dem Hintergrund der unaufhörlichen Kriege, die es führte.

#### Unterwerfung der Wolga-Tataren
Trotz interner Unruhen, die der erwachsenen Herrschaftszeit Iwans des Schrecklichen vorausgingen, führte Russland Kriege und setzte seine Expansion fort. Iwan besiegte und annektierte das Khanat Kasan im Jahr 1552 und markierte damit das Ende der langen Moskau-Kasan-Kriege. Damit öffnete sich für Russland der Weg nach Sibirien. Wenig später gelang es dem Zaren, das an der unteren Wolga gelegene Khanat Astrachan einzunehmen und Russland einen Zugang zum Kaspischen Meer zu sichern, was Handel und kulturellen Austausch mit Persien und Zentralasien bedeutete. Mit diesen Siegen konnte Russland die lange Umzingelung durch feindselig eingestellte muslimische Tatarenstaaten brechen und wurde erstmals zu einem multinationalen und multikonfessionellen Land. Gleichzeitig kühlten sich die Beziehungen zum als Lehnsherr der Tataren auftretenden Osmanischen Reich und dem Krimkhanat dramatisch ab.

#### Krieg im Baltikum und gegen die Krimtataren
Ermutigt durch den erworbenen Zugang zum Kaspischen Meer, wollte Iwan IV. einen ähnlichen Erfolg an der Ostsee erreichen. Schweden und der Livländische Orden kontrollierten die Handelsrouten, die Russland mit Europa verbanden, wodurch die Einfuhr von Waren sehr teuer war, während einige strategische Güter gar nicht erst durchgelassen wurden. Der Livländische Krieg, der 1558 ausbrach, begann für Russland erfolgreich: Die Truppen des Zaren eroberten weite Teile des Baltikums. Weitere Gebiete wurden vom traditionellen Rivalen Großfürstentum Litauen erobert, das den Livländischen Orden unterstützt hatte. Als dieses jedoch infolge der Lubliner Union einen Unionsstaat mit Polen bildete, stand Russland einer gestiegenen Macht seiner Gegner gegenüber. Verwüstende Einfälle der Krimtataren, interner Terror des Zaren und eine Pestepidemie schwächten Russland weiter.
Zwar konnte 1569 ein osmanisch-krimtatarischer Angriff auf Astrachan abgewehrt und der Zugang zum Kaspischen Meer verteidigt werden, doch im Russisch-Krimtatarischen Krieg gelang den Krimtataren 1571 ein blitzschneller Angriff auf Moskau, in dessen Folge die Stadt fast vollständig ausbrannte. Ein Jahr später planten der Krimkhan und der osmanische Sultan die endgültige Niederwerfung Russlands und entsandten eine riesige Armee. Diese erlitt jedoch in der Schlacht von Molodi eine schwere Niederlage durch zahlenmäßig unterlegene Russen. Die Gefahr aus dem Süden war für Russland abgewendet, doch im Westen gingen seine Gegner zum Gegenangriff über. Russland verlor seine Eroberungen an der Ostsee und musste bei der Belagerung von Pskow seinen eigenen Boden verteidigen. Nach Abschluss des Friedensvertrages mit Polen und Schweden war Russland von seinen Zielen weiter entfernt als vor dem Krieg.

#### Eroberung Sibiriens

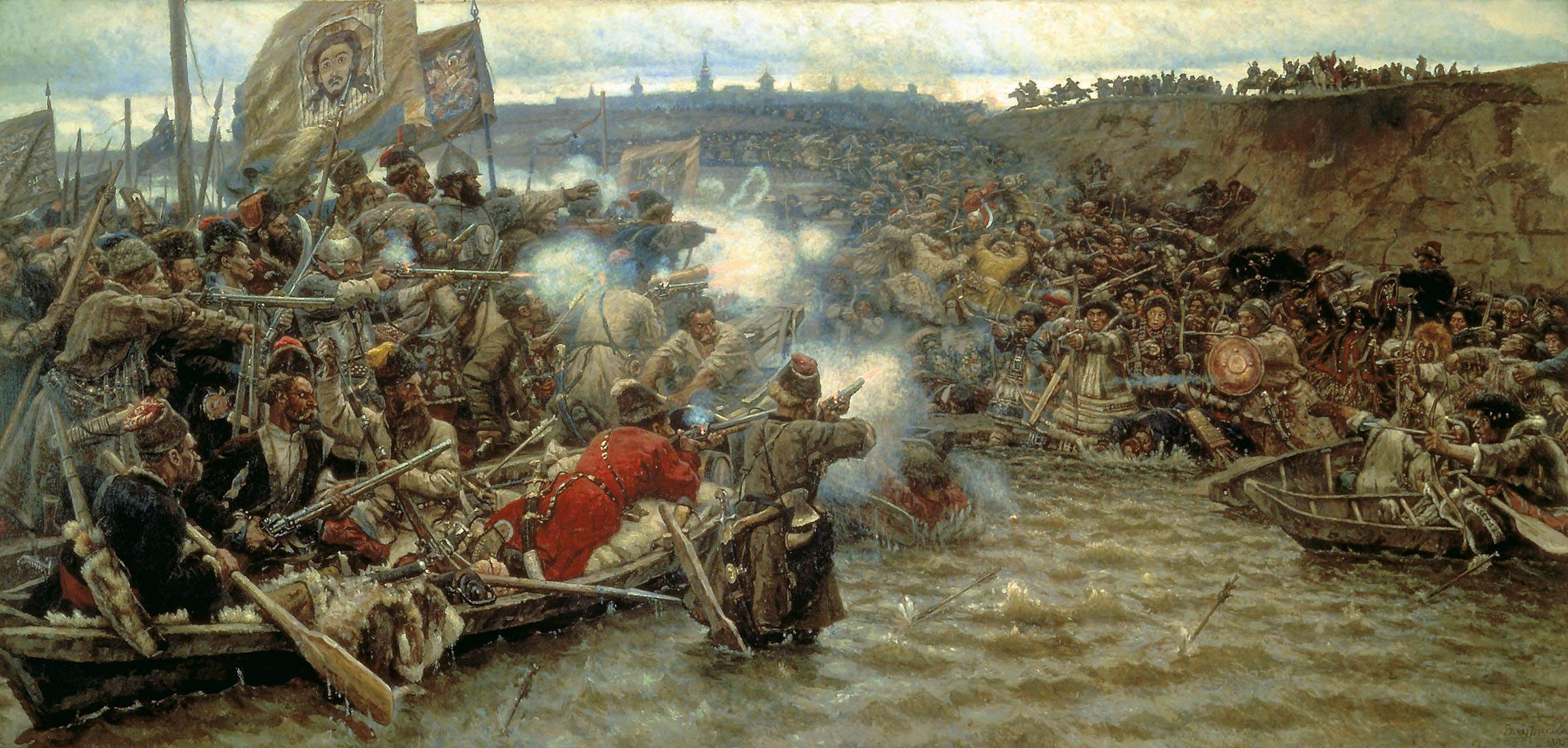
Wassili Surikow: Die Eroberung Sibiriens durch Jermak (1895)

Das turktatarische Khanat Sibir näherte sich während des russisch-krimtatarischen Krieges politisch dem Krimkhanat an und griff russische Siedlungen im Ural an, die zum Besitz der einflussreichen Kaufmannsfamilie Stroganow gehörten. Daraufhin erhielt diese vom Zaren das Recht, eigene Truppen zum Schutz ihrer Ländereien aufzustellen und gegen die sibirischen Tataren vorzugehen. Zu diesem Zweck heuerten die Stroganows die im Steppenland zwischen Wolga und Don lebenden Kosaken an. Unter dem Anführer Jermak Timofejewitsch unternahm im Jahr 1582 ein kleiner (nur knapp Tausend Mann), aber mit Kanonen und Musketen gut ausgerüsteter Kosakentrupp einen Feldzug gegen das Khanat Sibir. Die Unzufriedenheit kleinerer ugrischer Völker mit Kütschüm Khan geschickt ausnutzend, konnten sie unaufhaltsam vorrücken und seine Hauptstadt Qaschliq im Sturm erobern. Obwohl die sibirischen Tataren die Kosaken Jermaks anschließend einen Winter lang belagerten und letztlich in einem Hinterhalt aufrieben, konnte der zerfallene sibirische Staat nicht mehr wiederaufgebaut werden. Reguläre Truppen des Zaren zerschlugen wenige Jahre später den letzten Widerstand, während die Kosaken und die nordrussischen Pelzjäger die neuen Freiräume nutzten, um Freiheit oder Profit zu finden. Es entstanden nach und nach Forts (Ostrogs) und Handelssiedlungen wie Werchoturje, Tobolsk, Mangaseja, Jenisseisk und Bratsk.

### Zeit der Wirren

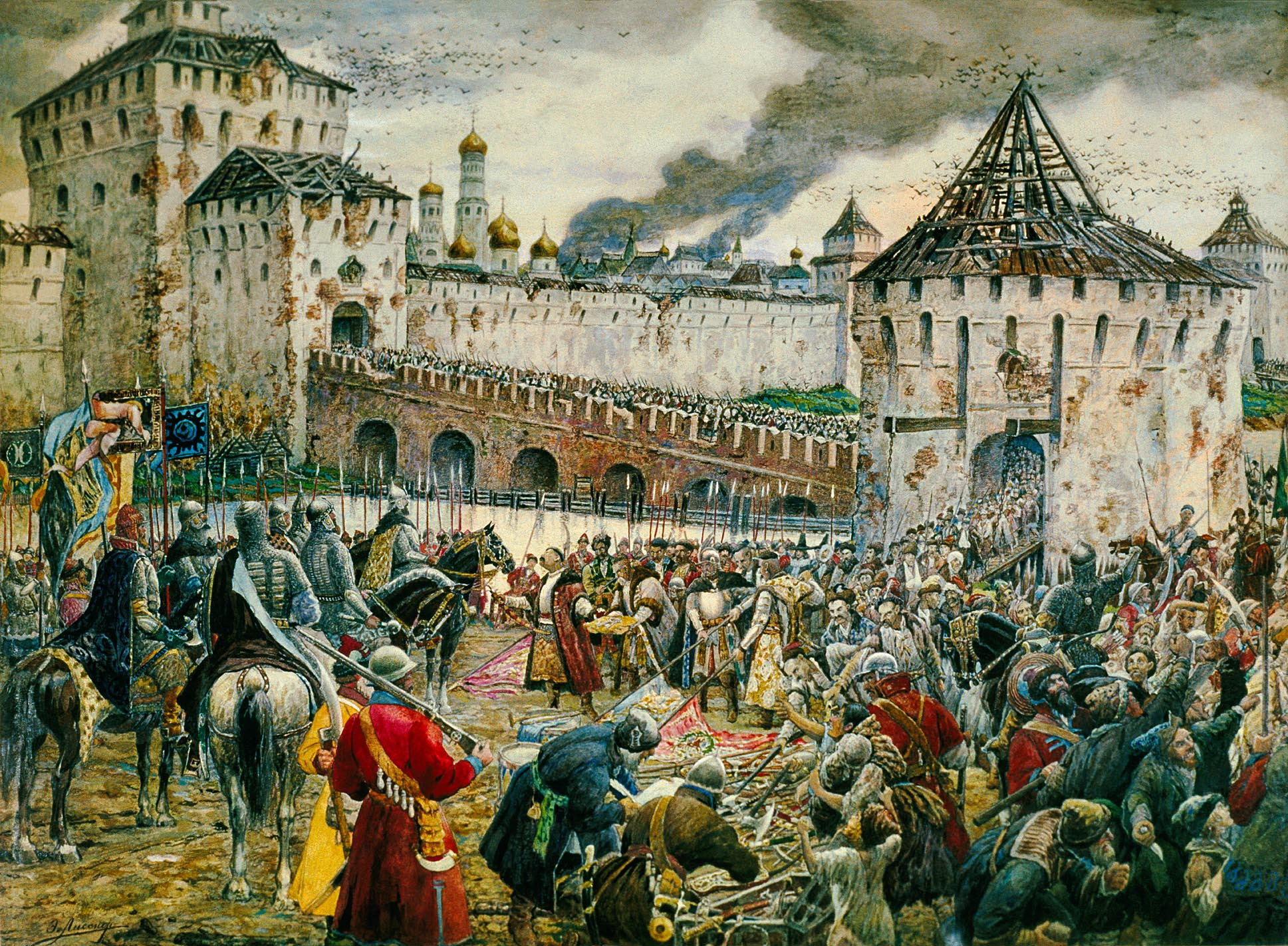
Polnische Kapitulation im Moskauer Kreml, 1612, Gemälde von Ernst Lissner (1874–1941)

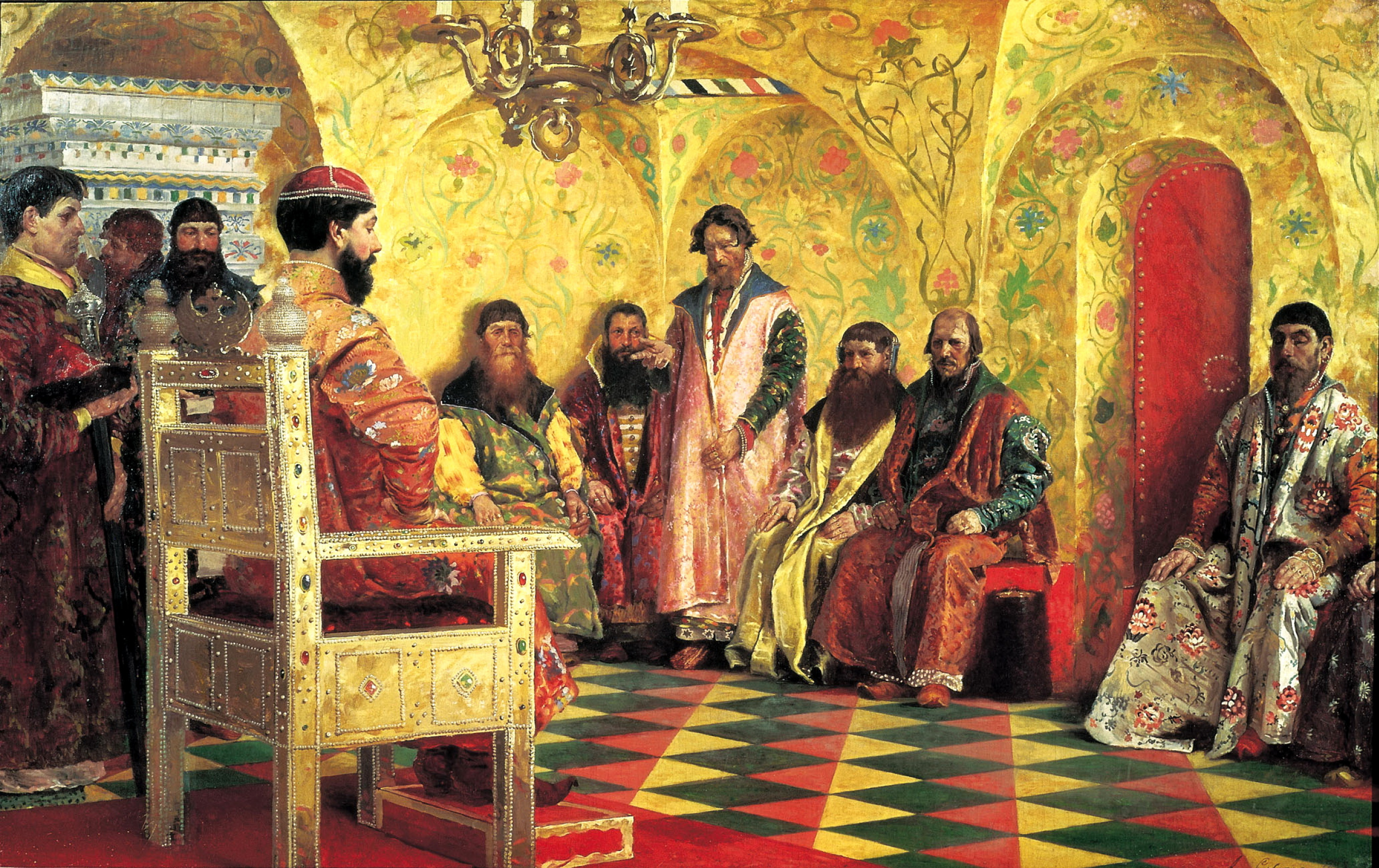
Zar Michael I. Romanow vor der Bojarenduma

Dem Tod Iwans IV. des Schrecklichen folgten mehrere Jahre der Herrschaft seines kränklichen Sohnes Fjodor I., für den de facto der Bojar Boris Godunow regierte. Mit dem Tod Fjodors 1598 starb auch die über 700 Jahre alte Dynastie der Rurikiden aus. Godunow ließ sich zum Zaren krönen, doch Gerüchte über ein wundersames Überleben des jungen Zarewitsch Dmitri, des jüngsten Sohnes Iwans des Schrecklichen, der im Alter von 9 Jahren unter ungeklärten Umständen ums Leben gekommen war, ließen das Land nicht zur Ruhe kommen. Zusätzlich stürzten Missernten das Land in eine schwere wirtschaftliche und soziale Krise. Als Boris Godunow 1605 starb, sah Polen-Litauen eine günstige Chance, in Moskau eine ihnen wohlgesinnte Marionette auf den Thron zu bringen. Ein polnisches Heer drang in Russland ein und machte einen Mann zum Zaren, der sich für Dmitri ausgab und als Pseudodimitri I. in die Geschichte einging. Seine Herrschaftszeit dauerte nur kurz, da er schon bald bei einer Revolte umgebracht wurde. Aber auch der neue Zar Wassili IV. Schuiski konnte nicht lang regieren, denn die Polen fielen abermals in Russland ein, um die Ansprüche von Pseudodimitri II. und später ihres eigenen Königs Władysław IV. Wasa durchzusetzen. Ihre Intervention wurde von großem Terror gegen die weitgehend ablehnende orthodoxe Zivilbevölkerung begleitet. Die Polen besetzten Moskau, doch in Nischni Nowgorod bildete sich eine Volksarmee unter der Führung von Kusma Minin und Fürst Dmitri Poscharski, die 1612 die Polen im Kreml belagerte und zur Kapitulation zwang. Daraufhin bestieg Michael I. aus dem Geschlecht der Romanows den Zarenthron und begründete so eine neue Dynastie, die bis 1917 regieren sollte.
Auch wenn der Krieg gegen Polen noch bis 1618 andauerte, gilt das Jahr 1613 als das Ende der Zeit der Wirren (Smuta). In dieser Periode kamen unzählige Russen durch Hunger, fremde Besatzer oder Räuber ums Leben. Zwischenzeitlich hörte die Staatsmacht de facto auf zu existieren. Als Erinnerung an die Befreiungsinitiative, die aus den Tiefen der russischen Gesellschaft kam, sowie an die Neugründung des russischen Staates wurde das Ende der Smuta bis zur Oktoberrevolution als Staatsfeiertag gefeiert. Wladimir Putin führte 2005 den 4. November, den Jahrestag der polnischen Kapitulation, als Tag der nationalen Einheit wieder als Feiertag ein.

### Anschluss der Ukraine
Russland und Polen-Litauen blieben verfeindet. Ab den 1630er Jahren stieg in der zu Polen gehörenden Ukraine der feudale und religiöse Druck auf die orthodoxe bäuerliche Bevölkerung, was zahlreiche Aufstände der ukrainischen Kosaken zur Folge hatte, von denen der Chmelnyzkyj-Aufstand (1648–1657) der größte und der erfolgreichste war. Die königlichen polnischen Truppen erlitten in der Ukraine zahlreiche Niederlagen, doch auch die Ukraine begann zunehmend auszubluten, da der sporadisch verbündete Krim-Khan oft die Seiten wechselte, um im fortdauernden Kriegszustand reiche Beute machen zu können. Die Kosaken unter Bohdan Chmelnyzkyj wandten sich an den russischen Zaren mit der Bitte um Beistand. Auf der Rada von Perejaslawl leistete der überwiegende Teil der ukrainischen Kosaken-Elite dem Zaren den Treueeid und bekannten sich als seine Untertanen. Im Gegenzug erhielt das Hetmanat weitgehende Autonomie. Zwischen Russland und Polen begann 1654 ein Krieg, an dessen Ende 1667 der östlich des Dnepr gelegene Teil der Ukraine zusammen mit Kiew bei Russland verblieben.

### Kirchenspaltung

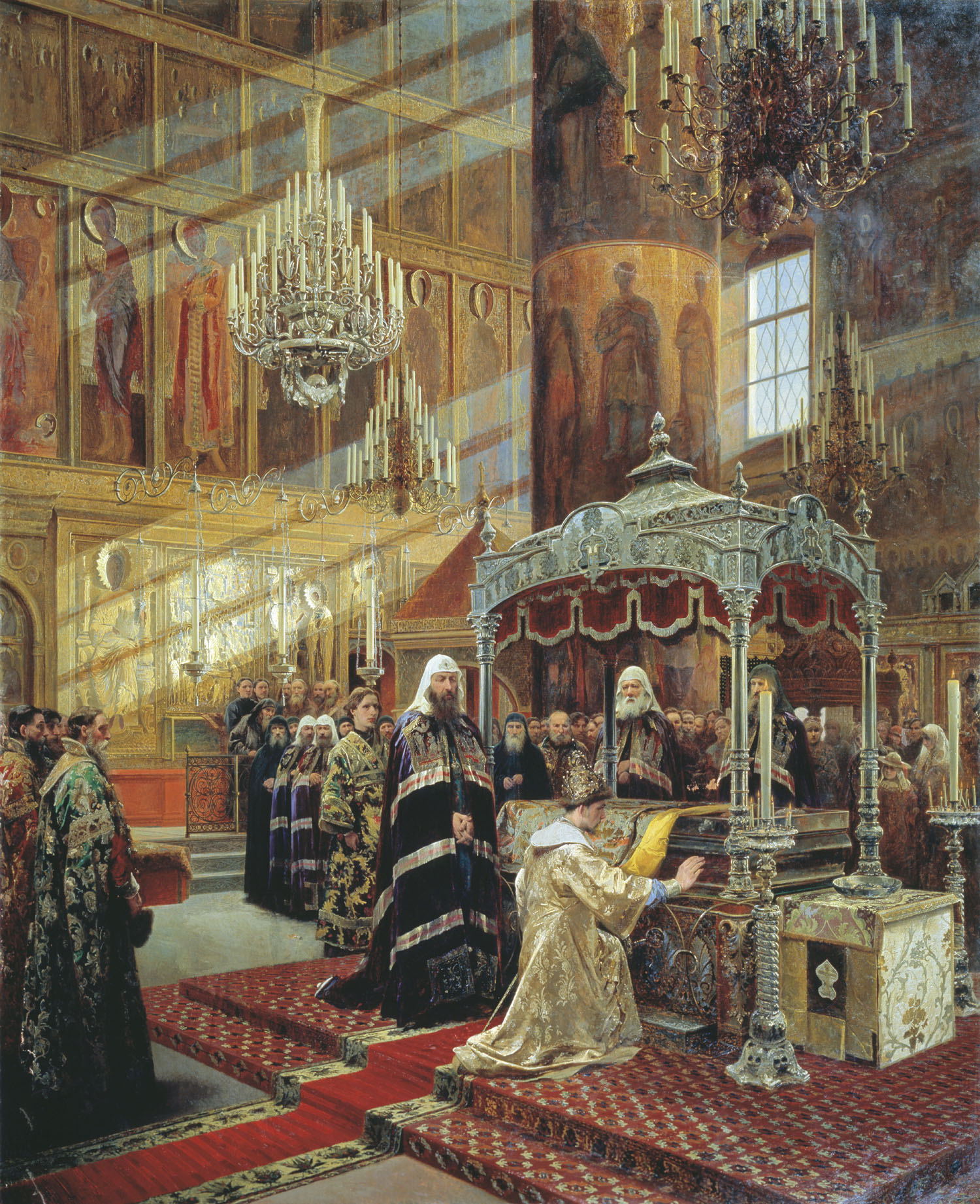
Patriarch Nikon und Zar Alexei Michailowitsch in der Erzengel-Michael-Kathedrale

In den Jahren 1654–1655 führte der Patriarch Nikon Kirchenreformen durch, die in großen Teilen der Bevölkerung auf Widerstand stießen. Die Folge war eine Abspaltung der sogenannten Altgläubigen, die den Neuerungen nicht folgen wollten. Dafür waren sie bis in die Zeit Peters des Großen mit staatlicher Verfolgung konfrontiert, woraufhin viele altgläubige Russen nach Nordrussland, nach Sibirien, ins Baltikum und ins Donaudelta auswanderten (Lipowaner).

### Fjodor III. und Sofia
Nach dem Tod von Zar Alexei Michailowitsch, der über weite Strecken des 17. Jahrhunderts regierte, folgten mehrere Regierungsjahre seines älteren Sohns Fjodor III. In diese Zeit fiel der Russisch-Türkische Krieg 1676–1681, in dem Russland und die ukrainischen Kosaken eine osmanische Expansion in die östliche Ukraine verhindern konnten. Nach dem frühen Tod von Fjodor III. kam es zum Machtkampf mehrerer Parteien. Hinter den jüngeren Söhnen Alexeis, Iwan und Peter, die beide noch im Kindesalter waren, standen jeweils die Häuser Miloslawski und Naryschkin, denen die beiden Halbbrüder mütterlicherseits angehörten. Infolge des Strelitzenaufstands 1682 konnte sich zunächst die Miloslawski-Partei durchsetzen, zur Regentin wurde die ältere Tochter Alexeis Sofia. Ihre Herrschaft scheiterte im Jahr 1689 an zwei erfolglosen Krimfeldzügen.

### Regierungszeit Peters des Großen bis 1721

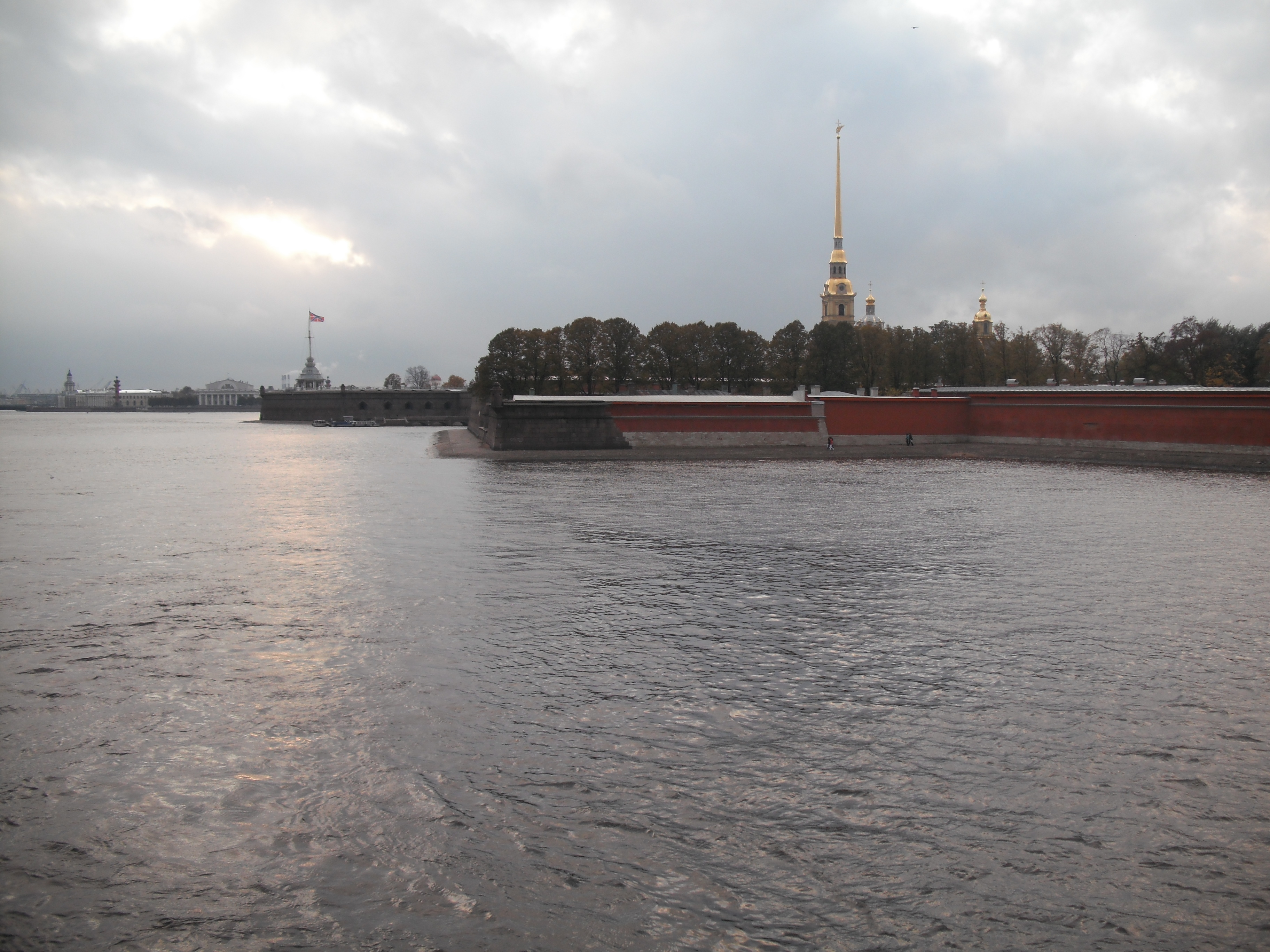
Die Peter-und-Pauls-Festung als Kern des neugegründeten Sankt Petersburg

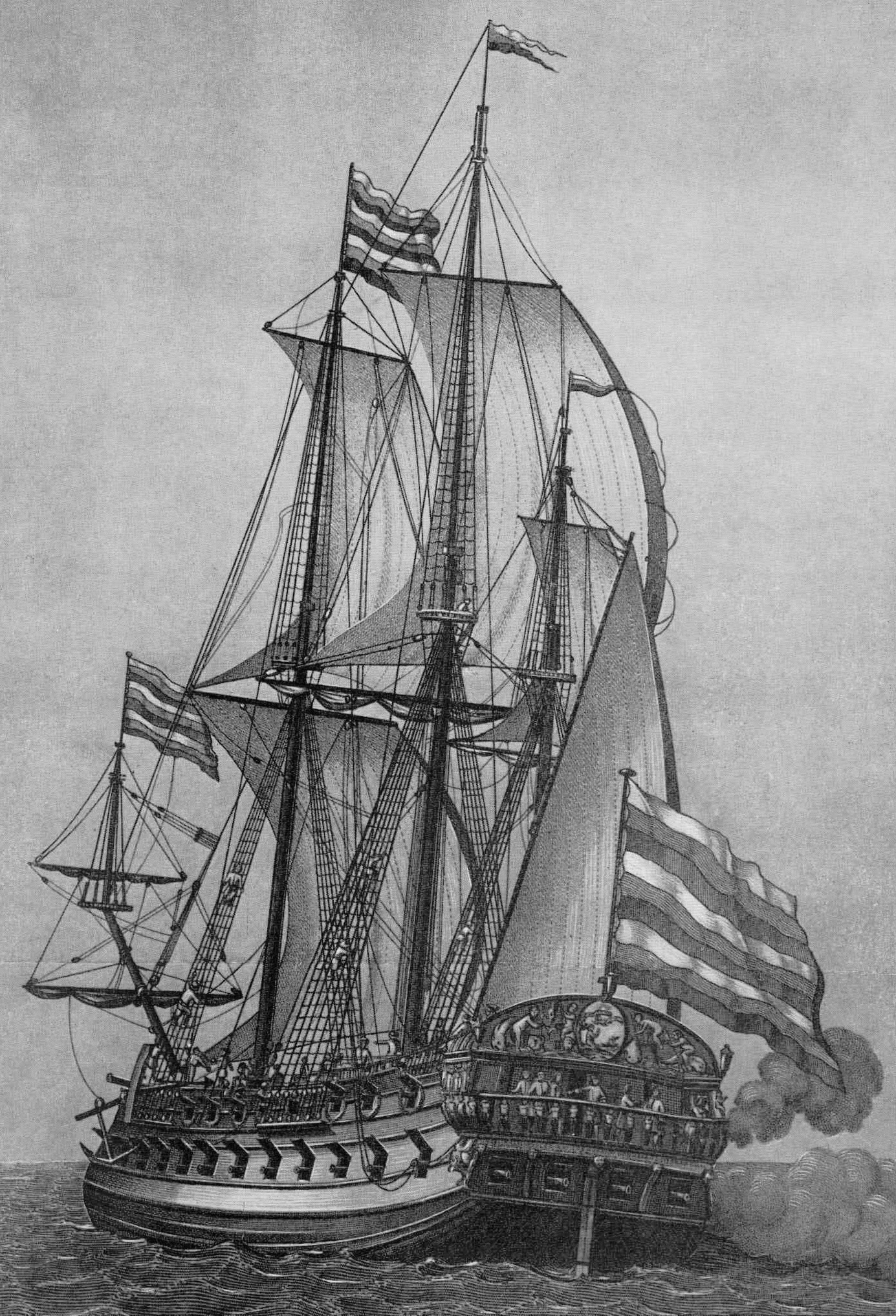
Das russische Linienschiff Goto Predestinazija, Kupferstich (1701)

Die Macht riss der junge und energische Peter an sich, während sein Halbbruder Iwan V. ein Leben im Kloster präferierte. Peter war ein sehr tatenhungriger und patriotischer Herrscher, er erkannte jedoch bald, dass die russische Gesellschaft eine umfassende Modernisierung nach westlichem Vorbild brauchte, um ihre Interessen auf der internationalen Bühne effektiv verteidigen zu können. Im Zuge der Großen Gesandtschaft unternahm Peter eine mehrjährige Reise durch Westeuropa, um das Know-how zu studieren, Bündnisse zu schließen und Experten anzuwerben. Besonders angetan war er vom Schiffsbau, den er in den Niederlanden selbst erlernte. Um am europäischen Handel und dem Wissensaustausch partizipieren zu können, fehlte Russland weiterhin der Zugang zur Ostsee und zum Schwarzen Meer, der nur in Kombination mit einer zeitgemäßen Flotte erobert und behauptet werden konnte. Vor allem die Asow-Feldzüge Peters in den Jahren 1695–1696 brachten diese Erkenntnis. Peters Reise wurde durch den zweiten Strelitzenaufstand unterbrochen. Die alte Zarengarde rebellierte in Peters Abwesenheit gegen die Einführung westlicher Sitten und die Abschaffung der alten Ordnung. Nach seiner vorzeitigen Rückkehr schlug Peter den Aufstand gewaltsam nieder, viele Strelitzen wurden hingerichtet und ihr Stand endgültig abgeschafft. Im Zuge der Rückkehr aus Westeuropa begann Peter I. die Petrinischen Reformen.
Infolge der Bündnisse, die Peter in Westeuropa schloss, trat Russland 1700 in den Großen Nordischen Krieg ein. Das Ziel war die Eroberung des 1617 verloren gegangenen Zugangs zur Ostsee. Die empfindliche Niederlage von Narva gegen die damalige Großmacht Schweden verdeutlichte einmal mehr die Notwendigkeit umfassender Reformen in der Armee, die Peter sofort begann. Bereits 1703 eroberten die Russen die Mündung der Newa, wo die neue Hauptstadt Sankt Petersburg angelegt wurde, die als „Fenster nach Europa“ dienen sollte. Auf dem vom Zugriff der Schweden geschützten Ladogasee ließ Peter die russische Ostseeflotte aufbauen. In der Schlacht von Poltawa 1709 errang die reformierte russische Armee einen entscheidenden Sieg über die Schweden, weitere Erfolge folgten in mehreren Seeschlachten an der Ostsee. Durch den Frieden von Nystad im Jahr 1721 erhielt Russland das Baltikum und löste Schweden als vorherrschende Macht im Ostseeraum ab. Im selben Jahr ließ Peter sein Land in Russisches Kaiserreich (Rossijskaja Imperija) umbenennen und nahm den Titel eines Kaisers (Imperator) an.